# Хьюз, Марк Рейнольдс
Марк Рейнольдс Хьюз (англ. Mark Reynolds Hughes; 1 января 1956, Ла-Мирада — 21 мая 2000, Малибу) — американский предприниматель, основатель компании Herbalife, работающей по принципу многоуровневого маркетинга.

## Биография
Хьюз родился в Ла-Мираде, штат Калифорния, 1 января 1956 года, в семье Стюарда Хартмана и Джо Энн Хьюз. Его родители развелись до его первого дня рождения, и его мать сохранила над ним опеку. Она жила на социальные пособия, страдала от «эмоциональных проблем» и боролась с ожирением, употребляя амфетамин и снотворное. 
Окончил 9 классов школы. 
В возрасте 23 лет основал Herbalife, производящую продукты сбалансированного питания, для коррекции веса и ухода за телом, по корпоративной легенде — после преждевременной смерти матери от передозировки таблеток для похудения.
Умер в возрасте 44 лет на собственной вилле в Малибу, причина — остановка сердца (апноэ) из-за сочетания алкоголя с антидепрессантами.

## Личная жизнь
В 1979 году Хьюз познакомился с Кэтрин Уайтинг, бывшей мисс Санта-Моника, которая стала его первой женой. Они развелись в 1984 году, и в том же году он женился на Анжеле Мак, шведской бывшей королеве красоты. 
В сентябре 1987 года Хьюз женился на Сьюзан Шредер, бывшей актрисе, судебном репортере и мисс США. В декабре 1991 года у Хьюза и его жены Сьюзан Хьюз родился единственный сын Александр Рейнольдс «Алекс» Хьюз. Сьюзен подала на развод с Хьюзом в сентябре 1997 года.

## Филантропия
Марк вместе с третьй женой Сьюзан основали Семейный фонд Гербалайф (HFF) в 1994 году, некоммерческую организацию, призванную улучшать жизнь уязвимых детей, помогая благотворительным организациям удовлетворять потребности в питании детей из групп риска и предоставляя средства организациям, помогающим жертвам стихийных бедствий.